# Cherokee Strip
Cherokee Strip statisztikai település az USA Kalifornia államában, Kern megyében. Lakosainak száma 206 fő (2020. április 1.).

## Népesség
A település népességének változása:

| 2010 | 227 |
| 2020 | 206 |